# Pornificação
Pornificação, também referida como cultura erótica e cultura vulgar, denota a intrusão do caráter e dos conteúdos da indústria do sexo na cultura popular do Ocidente (música, televisão, filmes realizados nos Estados Unidos da América) e a sexualização da cultura ocidental. Pornificação — particularmente ao sexualizar a imagem da mulher — é dita que demonstra "como o poder patriarcal opera no campo da representação de gênero". Em Women in Popular Culture, Marion Meyers arrazoa que a representação da mulher na sociedade moderna é primariamente influenciada pela "integração da pornografia e a resultante hipersexualização de adultas e adolescentes, e a comoditização destas imagens para um mercado global".
Este fenômeno tem sido debatido por autores como Marian Meyers e Kath Woodward. Pornificação também está presente nas discussões sobre pós-feminismo realizadas por Ariel Levy e Natasha Walter.

## Pesquisa
O National Resource Center on Domestic Violence, programa focado em violência doméstica e estabelecido com subsídio estatal do Departamento de Saúde e Serviços Humanos dos Estados Unidos, produziu documento intitulado "Pornografia e Violência Sexual" (tradução literal), divulgado em 2004. Os autores Robert Jensen e Debbie Okrina afirmam que a "pornografia comercial nos Estados Unidos da América é, ao mesmo tempo, cada vez mais normalizada e mais depreciativa para as mulheres" e que "não é controverso argumentar que a pornografia pode prover um manual de treinamento para assediadores e agressores sexuais". Os autores indicam que esta conclusão provê apoio às feministas anti-pornografia, que nas décadas de 1970 e 1980, denunciaram os malefícios que a pornografia gera às adultas e crianças que foram agredidas sexualmente por homens consumidores de pornografia, "vivendo em uma cultura onde a pornografia reforça a subordinação da mulher, para então sexualizar este mesmo estado".
Experimento no campo da psicologia, feita pelo Dartmouth College com 1,228 participantes entre 12 e 14 anos de idade (18 a 20 anos de idade ao fim da pesquisa), identificou que "adolescentes expostos a filmes com mais conteúdo sexual iniciam sua vida sexual com menos idade, além de terem mais parceiros sexuais e serem menos propensos a usarem preservativos com parceiros de sexo casual". Para este trabalho houve análise de conteúdo em filmes de maior bilheteria entre 1950 e 2006, onde foram classificados pela quantidade de segundos de conteúdo sexual e pela exposição das cenas, como beijo de língua ou relação sexual. A equipe de pesquisadores encontrou conteúdo sexual em 84% destes filmes; dentre os últimos filmes lançados, a maioria não encenava sexo seguro e pouco mencionava o uso de contracepção. O autor, Ross O'Hara, sugere que pais restrinjam o acesso de seus filhos a filmes com conteúdo sexual, especialmente quando crianças.
Adolescentes que são expostas a conteúdo sexual por meio da televisão são mais propensas à precocidade sexual (que por sua vez aumenta as chances de gravidez na adolescência e infecções sexualmente transmissíveis), à perda da virgindade, e a se comportarem como se fossem mais velhas que sua idade atual — uma adolescente de 12 anos com altos níveis de exposição age como uma adolescente de 15 anos que foi pouco exposta. A adolescente estadunidense média visualiza 3 horas de programação televisiva por dia, assistindo o sexo ser frequentemente representado como uma atividade casual sem risco ou consequência. Ademais, a investigação verificou que o discurso ou diálogo sexual produz o mesmo efeito que cenas explícitas.

## Sociologia
Sob a teoria sociológica do interacionismo simbólico, se pode estipular que o poder é um símbolo comunicado pela pornografia, especialmente na variante violenta, onde as atrizes são retratadas como se estivessem contentes, o que pode persuadir espectadores que seria aceitável cometer violência sexual contra mulheres.
Já à luz da teoria dos roteiros sexuais (que seriam guiões, resultantes de elaborada aprendizagem prévia e que ensinam as regras do comportamento sexual), a sensação produzida pelas revistas induz comportamento socialmente aprendido após exposição repetida, pois tratam a aparência feminina como objeto de destaque, e as mulheres inconscientemente concebem que precisam mostrar-se de determinado modo para obter consorte.

### Efeitos sobre a comunicação social
Revistas frequentemente representam sexo de maneira indireta; a publicidade retrata o sexo sem a necessidade de termos e imagens explícitas. Esta situação pode ser prejudicial para as psiques das pessoas, especialmente mulheres. Tais revistas acabam por exibir mulheres com pouco vestuário e/ou em posições sensuais, e este conteúdo tem a capacidade de transmitir às leitoras que estas não possuem qualidade, principalmente seus corpos. Um dos efeitos colaterais deletérios é a alteração nos padrões alimentares, como o uso de anorexígenos/medicação anti-obesidade, e a prática de restringir calorias ingeridas em 1,200 (ou menos) por dia.
O livro Fifty Shades of Grey, lançado em 2011, descreve detalhadamente o sadomasoquismo e outras parafilias praticadas pelas personagens. Vendeu cerca de 31 milhões de unidades em todo o mundo e foi adaptado para filme. O grupo de vigilância anti-pornografia estadunidense National Center on Sexual Exploitation declarou que a classificação etária emitida pela Motion Picture Association of America para este filme, "R – Restricted" (menores de 17 anos apenas acompanhados de pais ou guardiões), "severamente solapa a temática violenta do filme além de não informar adequadamente aos pais ou protetores sobre o conteúdo exibido", e que a MPAA estava encorajando a violência sexual ao permitir a veiculação do filme sem a classificação "NC-17 – Adults Only" (apenas para maiores de 18 anos de idade).
Neil Marshall, diretor do episódio "Blackwater" — segunda temporada da telessérie Game of Thrones — relembra que foi repetidamente urgido a adicionar mais cenas de nudez total durante as filmagens. Marshall conta que o produtor lhe disse "(…) todos os outros na série são do lado do drama. Eu simbolizo o lado pervertido da audiência", uma experiência que o diretor descreveu como "deveras surreal" por ter acontecido no cenário de uma grande rede produtora, a estadunidense Home Box Office.